# Freiwillige Feuerwehr (Fernsehserie)
Freiwillige Feuerwehr ist eine deutsche Fernsehserie aus dem Jahr 1976. Die Serie wurde unter der Regie von Wolfgang Storch von der Telefilm Saar GmbH produziert. Es wurden 13 Folgen gedreht und zwischen dem 16. März und dem 8. Juni 1976 jeweils dienstags im Regionalprogramm der ARD ausgestrahlt.

## Handlung
Die Serie spielt in der unterfränkischen Stadt Karlstadt. Die einzelnen Folgen haben immer eine Person aus der Freiwilligen Feuerwehr als erzählende Hauptperson. Es werden kurze Episoden aus dem jeweiligen Privatleben sowie zu aktuellen Geschehnissen und Einsätzen aus dem Blickwinkel der erzählenden Figur dargestellt. Die Folgen beginnen häufig mit einer kurzen Szene, in der die Person vorgestellt und das Ende eines Handlungsstranges gezeigt wird, um anschließend zu erzählen, wie es zu dieser Situation gekommen ist. Einige Folgen sind jedoch auch linear und ohne Rückblende aufgebaut.

## Episoden

### Kabelbrand
vom 16. März 1976
Erzählende Person ist Eduard Ziegelmeier, der Vorsitzende des Feuerwehrvereins. Die Freiwillige Feuerwehr Karlstadt erwartet eine Gastdelegation einer befreundeten Feuerwehr aus Frankreich. Kommandant Anton Blehle und Eduard Ziegelmeier haben beide eine Rede für die Gäste aus Saint-Brice vorbereitet und geraten in Streit darüber, wer seine Rede halten solle. Letztlich hält Kreisbrandrat Egert in Vertretung für den Bürgermeister eine Rede. Während einer anschließenden Führung der Delegation durch das örtliche Zementwerk kommt es im Werk zu einer Verpuffung und zu einem Kabelbrand. Die Gäste und ihre Begleiter retten sich auf das Dach des Werkes und werden von dort mit einem Hubschrauber gerettet.

### Bad im Winter
vom 23. März 1976
Erzählende Person ist Feuerwehrmann Gerd Priesnitz. Er steckt gerade in einer schwierigen beruflichen Situation, da sein Arbeitgeber zahlungsunfähig geworden ist, und er seinen Kollegen diese Nachricht überbringen muss. Nach einer Feuerwehrübung an der Burg Rieneck lässt er sich jedoch zunächst überreden, mit zu einem Essen zu kommen, statt sofort zu den Kollegen zu fahren. Hier kommen sich Gerd und die Lehrschwester Eva Schäfler näher. Weil ein anderer Kamerad jedoch auch ein Auge auf sie geworfen hat, kommt es zum Streit und Eva und Gerd verlassen die Burg. Als sie am Mainufer miteinander reden, rollt Evas ungesicherter Wagen in den Fluss, und die beiden werden beim Versuch, das Fahrzeug aufzuhalten, nass. Sie werden von einer Anwohnerin aufgenommen und können dort baden und frische Kleidung bekommen. Während die Feuerwehrkameraden den Wagen bergen, blicken die beiden verliebt in eine gemeinsame Zukunft.

### Alleingang
vom 30. März 1976
Erzählende Person ist Feuerwehrkommandant Anton Blehle. Auf der Rückfahrt von einer Aussprache mit seiner Frau Susanne, die ihn verlassen hat, weil sie sich vernachlässigt fühlt, sieht Anton ein beginnendes Feuer in einer Plastikteilefabrik. Da die Fabrik am Samstag verlassen da liegt, beginnt er alleine mit den Löscharbeiten, bis die Feuerwehr Karlstadt eintrifft und mit ihm das Feuer löscht. In der Zeitung erscheint daraufhin ein Artikel über Blehle, in dem er als Held dargestellt und als erfolgversprechender Bürgermeisterkandidat gehandelt wird. Anton stellt daraufhin Eduard Ziegelmeier zur Rede, der ihn versucht zum Bürgermeisteramt zu überreden und auch den Zeitungsartikel lanciert hat. Er erteilt ihm eine Absage und kündigt an, mehr Zeit für seine Frau haben zu wollen, die zu ihm zurückgekehrt ist.

### Hängengeblieben
vom 6. April 1976
Erzählende Person ist Paco Gomez, ein spanischer Lkw-Fahrer aus Offenbach. Zu Beginn der Folge ereignet sich auf glatter Straße eine schwere Massenkarambolage mit mehreren Verletzten und Toten. Als Paco mit seinem Tanklastzug an die hinter einer Kurve gelegene Unfallstelle kommt, kann er nicht mehr rechtzeitig anhalten und lenkt stattdessen seinen Lkw von der Straße und von der Unfallstelle weg. Das Fahrzeug stürzt um und fängt Feuer, Paco kann sich leicht verletzt retten. Sein Beifahrer, der aus dem Lkw gesprungen ist, wird jedoch schwer verletzt und stirbt später im Krankenhaus. Paco wird zunächst festgenommen, später jedoch, als herauskommt, dass er mit seinem Handeln eine noch größere Katastrophe abwenden konnte, wieder frei gelassen. Er kommt in der Gaststube von Feuerwehrmann Paul Hörmann unter, wo er dessen Tochter Marlis kennenlernt. Er bekommt ein Jobangebot vom Kameraden Albert Dankwort in dessen Steinmetzbetrieb in Karlstadt, wo er am Ende auch Mitglied der Freiwilligen Feuerwehr wird.

### Blinder Alarm
vom 13. April 1976
Erzählende Person ist Feuerwehrmann Gerd Priesnitz. Gerd und Eva heiraten, sie ist mittlerweile schwanger und erwartet das erste gemeinsame Kind. Der Internatsschüler Alexander, mit dem Gerd befreundet ist, singt für sie auf der Hochzeit. Nach dem Essen wird er von Evas Mutter jedoch weggeschickt, obwohl er länger hätte bleiben dürfen. Darüber ist er so erzürnt, dass er im Internat einen falschen Feueralarm auslöst. In der Folge zeigt er sich eifersüchtig auf Eva, der er vorwirft, ihm seinen Freund Gerd wegzunehmen. Als seine Mutter ankündigt, ihn im Internat zu besuchen, läuft er weg, und droht im Steinbruch von Dieter Wenzel in die Tiefe zu springen. Gerd kommt hinzu und kann ihn vom Rand wegziehen. Gerd und Eva verschieben ihre geplante Hochzeitsreise um ein paar Tage, als sie von dieser zurückkehren, ist Alexander nicht mehr auf dem Internat. Gerd und Eva hören nie wieder etwas von ihm.

### Erste Hilfe
vom 20. April 1976
Erzählende Figur ist Feuerwehrmann und Maschinist Albert Dankwort. Die Freiwillige Feuerwehr wird zu einem Brand der Müllhalde alarmiert. Vor Ort finden sie zusätzlich zu dem Feuer ein verunfalltes Auto mit einer verletzten Beifahrerin, vom Fahrer fehlt jede Spur. Nachdem die Frau – Clara Bender – aus dem Krankenhaus entlassen wird, bietet Albert ihr an, bei ihm unterzukommen, bis sie weiter weiß. Alberts Frau ist nicht sehr begeistert von der Idee und wirft ihm vor, er sei zu leichtgläubig und lasse sich ausnutzen. Sie macht jedoch mit, auch wenn sie Clara gegenüber misstrauisch bleibt. Albert verschafft Clara über Eduard Ziegelmeiers Kontakte eine Anstellung als Bedienung im Ausflugslokal Klingenmühle und fährt sie auch zum Vorstellungsgespräch hin. Vor Ort taucht jedoch der Fahrer des Unfallfahrzeugs, Ludwig Peeck, auf. Er erweist sich als Betreiber der Atlantik-Bar in Frankfurt, in der Clara als Hostess arbeitete. Peeck nimmt Clara mit zurück nach Frankfurt und Albert bleibt mit dem Gefühl, ausgenutzt worden zu sein, zurück.

### Die Ohrfeige
vom 27. April 1976
Erzählende Figur ist Feuerwehrmann Paul Hörmann. Der Gastwirt kommt gerade von einem Kommandantenlehrgang in Würzburg zurück. Als er erfährt, dass Paco, der sich inzwischen mit Hörmanns achtzehnjähriger Tochter Marlis angefreundet hat, diese in seiner Abwesenheit zu einem Heimaturlaub in Spanien eingeladen hat, stellt er wütend Paco und Albert Dankwort, bei dem Paco immer noch arbeitet, zur Rede. Er fordert Paco auf, die Finger von seiner Tochter zu lassen. Während des Streits kommt es zu einem Feuerwehralarm und die Karlstadter Wehr fährt zu einem Brand auf einem Bauernhof in der Nachbargemeinde Burgdorf. Paul übernimmt die Leitung der Karlstadter Fahrzeuge. Am Einsatzort angekommen, kommt es zwischen Alois Vogt, dem Kommandanten der Freiwilligen Feuerwehr Burgdorf, und Paul zu einem Streit um die Einsatzleitung, welcher darin mündet, dass Paul von Vogt geohrfeigt wird. Es kommt zu einem Ehrengericht über den Vorfall, bei dem Alois Vogt als Kommandant der Burgdorfer Wehr abgesetzt werden soll. Zeitgleich gerät die Beziehung von Marlis und Paco unter Druck, weil Paul den Umgang verbietet. Am Tag der Verhandlung begibt sich Alois Vogt zu Paul in die Gaststätte, wo sich beide betrinken und aussöhnen. Sie versäumen beide den Gerichtstermin. Auch Marlis und Paco söhnen sich aus und versuchen eine gemeinsame Zukunft zu planen.

### Öleinsatz
vom 4. Mai 1976
Erzählende Figur ist Feuerwehrmann Fritz Rapp, ein achtzehnjähriger Starkstromelektriker. Fritz ist verärgert über seinen Vater, der ihm die Teilnahme am Lehrgang zum Bootsführer für das K-Boot verweigert, obwohl er als Teilnehmer bereits angenommen wurde und sich eine Woche unbezahlten Urlaub genommen hat. Stattdessen verlangt Rapps Vater von Fritz, ihm während des Urlaubs im väterlichen Heizungsbau-Betrieb zu helfen. Währenddessen gibt es Großalarm für die Feuerwehr und das THW wegen einer großen Ölverschmutzung auf dem Main. Während die Einsatzkräfte die Ölverschmutzung bekämpfen und nach der Quelle des Öls suchen, macht sich der Ölhändler Köhler Sorgen, er könnte unter Verdacht geraten, der Verursacher zu sein. Rapps Vater spricht inzwischen mit Anton Blehle und bittet ihn, den Verursacher nach Ermittlung nicht bekanntzugeben. Die Angst, selbst Verursacher zu sein, habe ihm eine sehr große Auftragsflut eingetragen, und von gut gewarteten Heizungsanlagen würden schließlich alle profitieren. Wenn er außerdem dafür sorgen würde, dass Fritz zeitig abgelöst werde, um ihm öfter im Geschäft zu helfen, würde er einer späteren Lehrgangsteilnahme positiv gegenüberstehen. In der Zwischenzeit stellen Arbeiter von Köhler fest, dass das Öl im Main von einem undichten Tank auf dem Firmengelände des Ölhändlers stammt. Sie beginnen die Spuren zu beseitigen, was Fritz’ Freundin Brigitte, die dort als Sekretärin arbeitet, mitbekommt. Als Fritz von Blehle ausgelöst und nach Hause geschickt wird, gerät er darüber mit seinem Vater in Streit, und beschließt zu Hause auszuziehen. Brigitte erzählt ihm, was sie auf der Arbeit erfahren hat. Fritz erzählt seinen Feuerwehrkameraden jedoch nichts davon. Stattdessen plant er sein zukünftiges eigenständiges Leben mit Brigitte.

### Hausball
vom 11. Mai 1976
Erzählende Figur ist Paul Hörmann. Die Geschäfte laufen nicht gut, die Gastzahlen in seiner Wirtschaft sind rückläufig. Zu den Stammgästen zählen noch seine Kameraden Anton Blehle und Gerd Priesnitz, die regelmäßig mit ihren Frauen Susanne und Eva zum Canasta-Spiel kommen. Die Frauen planen mit ihren Männern den Fasching und möchten dieses Jahr nicht noch einmal zum sonst immer besuchten Faschings-Hausball von Hörmann. Stattdessen schwärmen sie für den Besuch eines neu eröffneten Tanzlokals. Anton und Gerd geraten darüber in Gewissensnöte. Fritz Rapp, der zwischenzeitlich eine Anstellung im Elektrobetrieb von Herrn Höglmüller hat, spricht Paul auf den seiner Ansicht nach stark vernachlässigten Brandschutzaspekt in dem neuen Lokal an. Er solle sich das einmal ansehen, damit die dort geleistete Arbeit der Firma Höglmüller nicht vergeblich ist. Paul besucht Frau Kluge, die neue Betreiberin des Lokals, und macht sie auf zahlreiche Brandschutzmängel aufmerksam. Diese fühlt sich dadurch attackiert und hat kein Einsehen. Auch Kreisbrandrat Egert besteht ihr gegenüber auf Einhaltung der Brandschutzbestimmungen, als Voraussetzung zur Eröffnung. Am Faschingsabend sind alle Kameraden mit ihren Frauen bei Hörmanns Hausball. Susanne und Eva entführen ihre Männer jedoch nach Mitternacht in ein anderes Lokal. Fritz Rapp kommt in Pauls Gaststube und will einen Streit anfangen, da er zwischenzeitlich von seinem Chef fristlos entlassen wurde. Dieser hat als Grund die ständigen Feuerwehreinsätze angegeben, zwischen den Zeilen aber durchblicken lassen, dass sich Frau Kluge beschwert habe, Rapp hätte sie verpetzt, und ihr die Eröffnung so unmöglich gemacht. Paul kann ihn beruhigen und trinkt mit ihm auf die Kameradschaft.

### Brand im Kloster
vom 18. Mai 1976
Erzählende Figur ist Feuerwehrmann Dieter Wenzel, der auch Musiklehrer am Internat in Karlstadt ist. Wegen Stress am Arbeitsplatz zieht sich Wenzel immer öfter nach Feierabend zum Orgelspielen in das Kloster zurück, so auch an diesem Abend. Bruder Paul fühlt sich kränklich und überlässt Dieter daher bei seinem Rundgang den Schlüssel für die Kirche, damit dieser abschließen kann, wenn er fertig ist. Dieter schaltet alle Geräte ab und verlässt die Kirche. Später am Abend verlässt Dieter deprimiert Hörmanns Gaststätte, in der er mit den Kameraden sitzt, weil er sich unverstanden fühlt. Er bekommt auch nicht mit, dass die Feuerwehr zu einem Brand ins Kloster alarmiert wird. Während die Feuerwehr mit den Löscharbeiten beschäftigt ist, beginnt bereits Kriminaloberinspektor Siems mit der Ermittlung der Brandursache. Schnell gerät die elektrische Installation an der Orgel in Verdacht, brandauslösend gewesen zu sein. Dieter Wenzel wird verdächtigt, die Manualheizung nicht korrekt ausgeschaltet zu haben. Er beginnt selbst zu zweifeln, ob er alles korrekt ausgeschaltet hat. Nach dem Ende der Löscharbeiten wird der Manualheizer samt Schalter gefunden, dies erbringt aber keinen Beweis zur Heizung und dem Schalter als mögliche Brandursache. Dieter gibt an, dass er mit dieser Ungewissheit jetzt leben muss.

### Festgefahren
vom 25. Mai 1976
Erzählende Figur ist Feuerwehrmann Walter Schinhammer. Schinhammer ist in der Brauerei von Eduard Ziegelmeier als Kaufmännischer Angestellter tätig und mit seiner beruflichen Perspektive und seiner Behandlung unzufrieden. Dies hat auch Auswirkungen auf sein Privatleben mit seiner Freundin Christine. Er kommt mit ihrer selbstständigen Art nicht zurecht und ist eifersüchtig auf ihren Dozenten auf der Dolmetscherschule, mit dem sie seiner Meinung nach zu viel Zeit verbringt. Christine kann ihn jedoch davon überzeugen, dass sie nur ihn liebt, aber nicht unbedingt in Karlstadt bleiben möchte. Die beiden versöhnen sich. Bei einer Übungsfahrt darf Schinhammer auf Ziegelmeiers Initiative erstmals das LF 8 fahren und bleibt dabei hinter den anderen Fahrzeugen zurück. Während er versucht, eine Abkürzung zu nehmen, fährt er das Fahrzeug auf einem Feldweg im Schlamm fest. Die Kameraden müssen das Fahrzeug erst befreien und kommen so deutlich später als die anderen Fahrzeuge an der Einsatzstelle an. Ziegelmeier ist wütend, stellt Schinhammer zur Rede und will ihn das LF 8 nicht mehr fahren lassen. Dieser verteidigt sich und wird dabei von Blehle unterstützt, so dass er das Fahrzeug doch zurückfahren darf. Im Abspann gibt Schinhammer an, seit diesem Tag von Ziegelmeier mit deutlich mehr Respekt behandelt worden zu sein.

### Fehlkalkulation
vom 1. Juni 1976
Erzählende Figur ist Eduard Ziegelmeier. Ziegeleibesitzer Fritz Jägersberg bittet seinen Unternehmerfreund Ziegelmeier um Hilfe beim Abriss eines alten maroden Ziegeleischornsteins. Er möchte ihn der Feuerwehr als Übungsobjekt zur Verfügung stellen, um die Kosten für den notwendigen Abriss einzusparen. Anton Blehle ist als Feuerwehrkommandant bei dem Gespräch ebenfalls anwesend und lehnt die Bitte als zu fachfremd für die Feuerwehr ab. Ziegelmeier besucht Jägersberg am nächsten Tag, um mit ihm über Möglichkeiten zu reden, wie ihm beim Abriss doch geholfen werden könnte. Da der Ziegeleibesitzer jedoch nicht anwesend ist, beginnt Ziegelmeier die Ziegelei alleine zu besichtigen. Hierbei überrascht er eine Diebesbande, die sich in dem stillgelegten Gebäude getroffen hat, um einen Raubzug zu planen. Die Diebe überwältigen Ziegelmeier und fesseln ihn und Frau Jägersberg, die im Wohnhaus der Ziegelei ist. Schinhammer, der auf der Suche nach Ziegelmeier ebenfalls in der Ziegelei auftaucht, wird ebenfalls gefangen genommen. Während Frau Jägersberg flüchten und die Polizei informieren kann, plant das Verbrechertrio seine Flucht. Schinhammer wird nach draußen geschickt, um bei der zwischenzeitlich eingetroffenen Polizei die Bereitstellung eines Fluchtwagens zu erwirken. Auf dem Weg nach draußen erkennt einer der Polizisten eines der Bandenmitglieder, die Diebe entkommen jedoch mit ihrer Geisel Ziegelmeier in dessen Auto. Auf einem Waldweg lassen sie diesen gefesselt in seinem Auto zurück, um die Flucht in ihrem eigenen Fahrzeug fortzusetzen. Abschließend sieht man Ziegelmeier im Interview mit Journalisten, und erfährt, dass die Geiselnehmer von der Polizei gefasst wurden.

### Plötzlich und unerwartet
vom 8. Juni 1976
Erzählende Figur ist Feuerwehrmann Günther Lutz. Der Student hat seit einiger Zeit seinen Flugschein, und seitdem kaum noch Zeit für die Feuerwehr. Auf einem Segelflug mit seiner Freundin Monika sieht er ein Feuer am Boden und meldet dies über Funk. Die Karlstadter Feuerwehr rückt ohne ihn aus und trifft am Wohnhaus der Familie Meier ein, das im Vollbrand steht. Während parallel die Löscharbeiten beginnen, retten Fritz Rapp und Gerd Priesnitz unter Atemschutz die Frau des Hauses. Rapp bemerkt dabei in der brennenden Küche eine Propangasflasche. Als sie aus dem Haus heraus sind, versucht Rapp sich verzweifelt die Maske abzunehmen, um die anderen vor der Flasche zu warnen. Priesnitz, der glaubt, Rapp habe Schwierigkeiten, eilt zu ihm. Als die Flasche explodiert, sind beide betroffen. Während Rapp schwer verletzt wird, wird Priesnitz dabei getötet. Der zwischenzeitlich in zivil am Einsatzort eingetroffene Lutz begleitet Rapp ins Krankenhaus. Er verspricht Rapp, der sich schwere Vorwürfe macht und die Schuld bei sich sieht, Eva Priesnitz zu informieren. Lutz überbringt die Todesnachricht, obwohl Blehle das als Kommandant tun wollte. Während der Beerdigung von Gerd Priesnitz ist Lutz nicht anwesend, sondern verbringt die Zeit mit seiner Freundin Monika. Dies sorgt bei den Kameraden der Feuerwehr für zusätzlichen Unmut ihm gegenüber, so dass beschlossen wird, ihn aufgrund seiner Unzuverlässigkeit aus der Feuerwehr auszuschließen. Im Abspann sitzt Lutz wieder im Segelflugzeug, wo er sich nach eigenen Angaben am wohlsten fühlt, und bedauert, überhaupt wieder auf den Boden zurückkehren zu müssen.

## Trivia

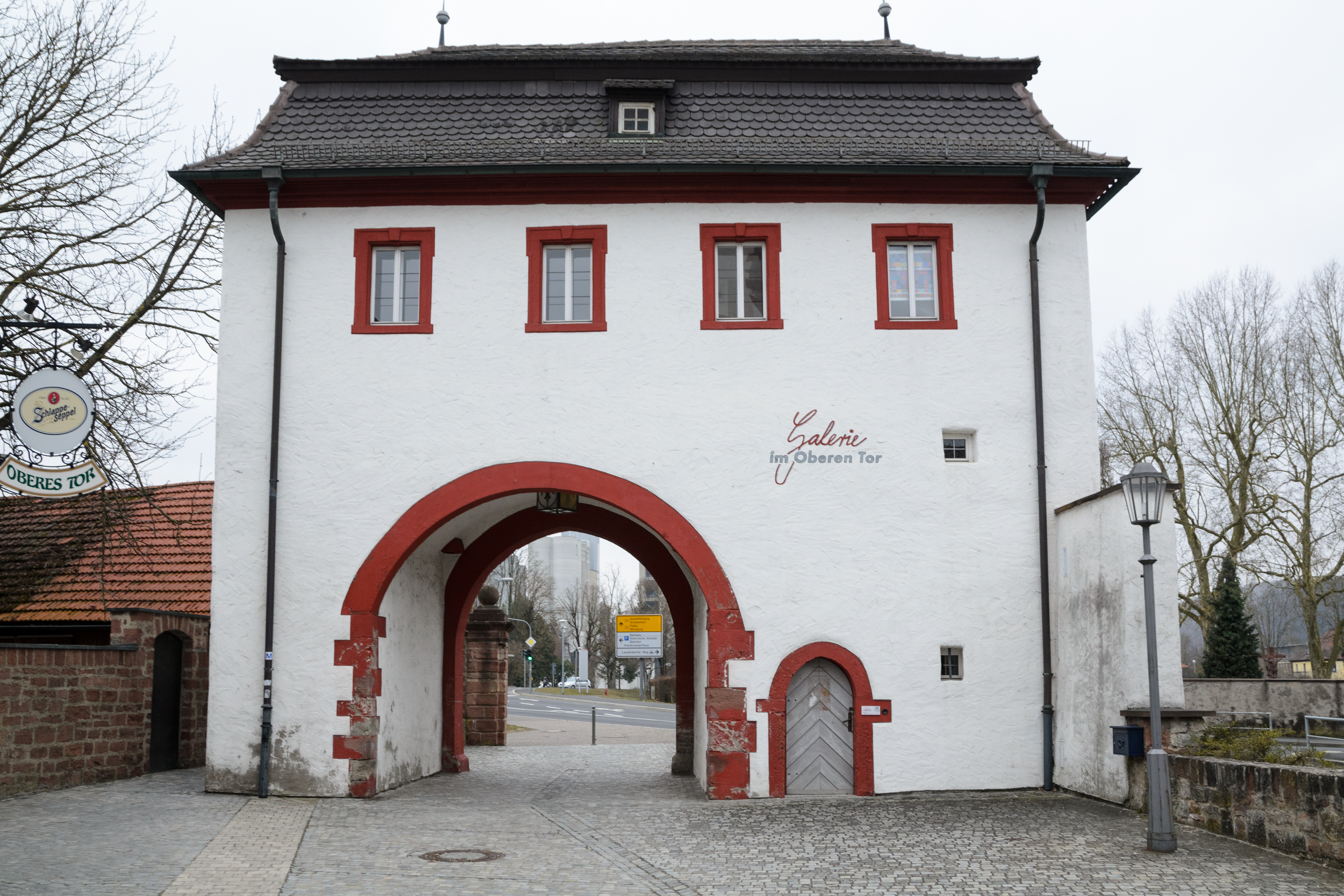
Oberes Tor der alten Karlstädter Stadtbefestigung

- Im Vorspann fährt die Feuerwehr durch das Obere Tor der alten Karlstädter Stadtbefestigung. Dieses ist heute nicht mehr durchfahrbar. In den einzelnen Folgen werden auch zahlreiche weitere alte Gebäude und Baudenkmäler der Stadt gezeigt.
- In der Folge Hängengeblieben trägt der Arzt an der Unfallstelle, gespielt vom Notfallmediziner Peter Sefrin, auf seinem weißen Kittel die Aufschrift ARZT, wobei der Buchstabe Z spiegelverkehrt geschrieben wurde.
- Für die Folge Brand im Kloster wurde das Kloster Karlstadt, das aus Kostengründen abgerissen werden sollte, zur Verfügung gestellt und im Rahmen der Dreharbeiten abgebrannt.[2] Dies wurde von der Stadt und vom Landesamt für Denkmalpflege genehmigt, obwohl das Bayerische Denkmalschutzgesetz bereits ein Jahr zuvor in Kraft getreten war.[3] An dieser Stelle steht heute das neue Rathaus der Stadt. Dieses ist jedoch bereits zu Beginn der ersten Folge Kabelbrand in einer Luftaufnahme zu sehen.